# August Moritz
August Moritz, né le 11 février 1913 à Hanovre mort en 17 mars 2006 à Hambourg, était un chef de section dans les services de la police de sûreté allemande (Sicherheitsdienst) basée à Lyon. À partir de janvier 1944, il est, à l'instar de Klaus Barbie, l'un des deux chefs de section à seconder l'Obersturmbannführer Werner Knab.
Il est condamné à mort par contumace par la justice française, le 30 janvier 1954 à Marseille ; puis à Lyon le 25 novembre 1954.

## Activités SS en France
Moritz est d'abord adjoint au chef du SD à Orléans ; il occupe ensuite une fonction similaire à Marseille. De 1943  à 1944, il est SS-Obersturmführer et commande la SiPo pour Lyon, Marseille et Orleans.
Un certain nombre de documents attestent de sa participation active à la déportation de Juifs, notamment des correspondances explicites avec Heinz Röthke, à qui il « envoyait » des Juifs, au camp de Drancy. Ainsi, il participe à la déportation de Juifs depuis Marseille ; la participation du SD de Marseille à la shoah, c'est-à-dire à la déportation puis à l'extermination de Juifs est estimée à 100 000 victimes.
Il est nommé à Lyon, début 1944, à la tête d'une des deux branches du Sicherheitsdienst de Lyon (l'autre branche était dirigée par Klaus Barbie ; la responsabilité du Sicherheitsdienst de Lyon dans son ensemble, le dixième Einsatz Kommando, incombait à Werner Knab).
Le 10 janvier 1944, il participe avec des miliciens français, dont Touvier, Lécussan (qui l'avait prévenu préalablement de la présence de Victor Basch à Lyon) et Gonnet, à l'arrestation d'Hélène et Victor Basch à leur domicile. Il fait ensuite partie de l'escorte macabre à Neyron où Lécussan assassine Victor Basch ; Gonnet se chargeant d'assassiner Hélène Basch.

## L'enquête des Klarsfeld
Serge et Beate Klarsfeld entreprennent dans les années 1970 de localiser Moritz.
En 1973, ils retrouvent sa trace dans le quartier de Sankt Pauli, dans un immeuble situé au 27, Talstrasse.
Serge et Beate Klarsfeld le rencontrent peu après la localisation de Moritz, à son domicile, en présence de sa femme. Cette entrevue prend un tour surréaliste, à plus d'un titre. Entre autres, il leur apprend qu'il aurait participé, dès 1948, aux activités du VVN, une association allemande d'aide aux victimes du nazisme. Il affirme également être membre du DFU, un petit parti politique d'extrême gauche de RFA. Il ajoute avoir assisté à une conférence de Beate Klarsfeld, en décembre 1968, peu de temps après la fameuse « gifle à Kiesinger ».
Au cours de l'entrevue, il dément les accusations qui lui sont portées et clame son innocence. Par exemple, au sujet de l'assassinat d'Hélène et Victor Basch, il déclare :
« It's a lie. I wasn't there. I am innocent. »
— (C'est un mensonge. Je n'étais pas là. Je suis innocent.)
À quoi, Serge Klarsfeld répond :
« If you are innocent, come to France and face trial. Your sentence will be dropped automatically. You will have a new trial and your innocence will shine in the light of day. »
— (Si vous êtes innocent, venez en France et faites face au procès. Votre sentence sera supprimée automatiquement. Il y aura un nouveau procès qui fera éclater au grand jour votre innocence.)
Moritz refuse alors la suggestion de Serge Klarsfeld.